# Рач-Кирога, Аналия
Аналия Александра Рач Кирога (исп. Analía Alexandra Rach Quiroga, род. 19 марта 1984, Хуан-Хосе-Кастелли, Чако) — аргентинский политик, в настоящее время занимающая пост вице-губернатора провинции Чако вместе с губернатором Хорхе Капитаничем с 10 декабря 2019 года. С 2015 по 2019 год Рач Кирога была народным депутатом, избранным в провинции Чако от партии Фронт за победу.

## Ранние годы и образование
Аналия Александра Кирога родилась 19 марта 1984 года в Хуан-Хосе-Кастелли, провинция Чако. Её воспитывали мама и бабушка. Её отец изначально не признал её законной дочерью, и только когда ей исполнилось 17 лет, он согласился дать ей свою фамилию, и с того времени она известна как Аналия Рач Кирога.
Рач Кирога изучала право в Северо-Восточном национальном университете в Корриентес; она заявила, что во время учёбы она в значительной степени зависела от государственных субсидий и социальной помощи, введённых во время правления Нестора Киршнера, чтобы прокормить себя, поскольку она была вдали от своей семьи.

## Политическая карьера
Участие в политических делах началось для Аналии в качестве стажёра, а затем в качестве личного секретаря в губернаторстве Чако; она работала при тогдашнем правительственном министре Хорхе Капитаниче. Когда Капитанич был назначен главой кабинета президента Кристины Фернандес де Киршнер, Рач Кирога, в свою очередь, была назначена координатором отдела министров правительства Аргентины. Во время непродолжительного возвращения Капитанича на пост губернатора в 2015 году она также занимала должность юридического и технического секретаря провинции.

### Народный депутат
В преддверии выборов в законодательные органы 2015 года Рач Кирога была выдвинута первым кандидатом в списке Фронта за победу (FPV) в Палату депутатов Аргентины. Список получил 53,75% голосов, и Рач Кирога легко была избрана вместе со вторым кандидатом в списке, Лусилой Масин.
В качестве депутата Рач Кирога была наиболее известна как главный автор и движущая сила «Закона Микаэлы», инициативы 2018 года по введению курсов и тренингов по гендерным вопросам для всех государственных служащих в национальном правительстве. Закон назван в честь Микаэлы Гарсии, жертвы убийства, убитой в 2017 году.
Рач Кирога также была сторонником законопроекта о добровольном прерывании беременности 2018 года, который легализовал бы аборты в Аргентине; законопроект был принят Палатой депутатов 13 июня 2018 года, но не прошёл Сенат, хотя позже был одобрен в 2020 году.

### Вице-губернатор
В августе 2019 года, в преддверии всеобщих выборов 2019 года, Хорхе Капитанич объявил, что Рач Кирога будет его напарником в коалиции Френте Чакеньо на пост губернатора Чако. Они набрали 48,98% голосов, и вместе были избраны. Капитанич и Рач Кирога были приведены к присяге 9 декабря 2019 года и вступили в должность на следующий день. Рач Кирога — первая женщина вице-губернатор Чако.